# Heteronyx transversicollis
Heteronyx transversicollis är en skalbaggsart som beskrevs av Macleay 1888. Heteronyx transversicollis ingår i släktet Heteronyx och familjen Melolonthidae. Inga underarter finns listade i Catalogue of Life.